# Marcos Mazzaron
Marcos Mazzaron (* 5. November 1963 in Arapongas) ist ein ehemaliger brasilianischer Radrennfahrer.

## Sportliche Laufbahn
Mazzaron war Teilnehmer der Olympischen Sommerspiele 1984 in Los Angeles. Die brasilianische Mannschaft kam mit Gilson Alvaristo, Jair Braga, Renan Ferraro und Marcos Mazzaron im Mannschaftszeitfahren auf den 18. Platz. Er startete auch bei den Olympischen Sommerspielen 1988 in Seoul. Im olympischen Straßenrennen wurde er beim Sieg von Olaf Ludwig als 66. klassiert. Die brasilianische Mannschaft kam mit Wanderley Magalhães, César Daneliczen, Cássio Freitas und Marcos Mazzaron im Mannschaftszeitfahren auf den 18. Platz.
Im Straßenrennen der Panamerikanischen Spiele 1987 gewann er die Silbermedaille hinter Luis Rosendo Ramos Maldonado. 
In der Portugal-Rundfahrt 1986 gewann er eine Etappe und wurde beim Sieg von Marco Chagas  12. des Gesamtklassements. Mazzaron siegte in jener Saison im Eintagesrennen Prova Ciclistica 9 de Julho. In Uruguay gewann er das Etappenrennen Rutas de América 1987 vor Alcides Etcheverry. 1989 gewann er zwei Etappen der Portugal-Rundfahrt und wurde 44. der Gesamtwertung.